# 宮本三喜彦
宮本 三喜彦（みやもと みきひこ、1935年3月5日 - 2019年10月25日）は、日本の実業家。明治生命保険と安田生命保険の合併を実現させ、初代明治安田生命保険代表取締役会長を務めた。

## 生涯
熊本県出身。熊本県立八代高等学校を経て、1959年一橋大学社会学部卒業。安田生命保険入社。大学では一橋大学硬式野球部所属。
安田生命保険では営業畑を歩み、1971年新橋支店長、1983年取締役、1993年副社長。
1999年安田生命保険代表取締役社長。拡大路線を進めた。
2000年富国生命保険と業務提携開始。富国生命との統合も考えたものの、頓挫。
2001年東京建物、大成建設、朝日生命保険とともに、J-REITを組成。
2004年明治生命（金子亮太郎社長）との合併を実現。
2004年明治安田生命代表取締役会長に就任。
2005年不適切な保険販売で会長を辞任。
2019年10月25日、病気のため死去。84歳没。

## 人物
妻との間に三男。趣味は読書とスポーツ。